# Соколов, Георги
Георги Апостолов Соколов (болг. Георги Апостолов Соколов; 19 июня 1942, София — 27 июня 2002, София) — болгарский футболист, нападающий, который играл в составе сборной Болгарии на чемпионате мира 1962 года. За сборную Георги провёл 14 матчей и забил 5 мячей. Также играл в составе «Левски».

## Карьера
Соколов начал свою футбольную карьеру в клубе «Спартак» (Пловдив), который тренировал его отец — легендарный вратарь Апостол Соколов. Свой первый матч в группе «А» он провёл осенью 1957 года в возрасте 15 лет и 5 месяцев в матче против «Спартака» (Плевен), став самым молодым игроком в истории чемпионата. В начале 1958 года он перешёл в клуб «Левски» (София), в составе которого дебютировал 17 августа того же года в матче против лондонского «Челси». За эту команду он выступал на протяжении 11 сезонов, сыграл в 239 матчей на разных турнирах, в которых забил 83 гола. Соколов также забил первый гол команды в еврокубках; этот матч состоялся 12 сентября 1965 года в 1/16 финала в Кубке чемпионов УЕФА против команды «Юргорден». Однако «Левски» проиграл со счётом 1:2.
В 1969 году, после объединения команд «Спартак» и «Левски», Соколов был исключён из команды. Этому послужил конфликт с кураторами команды из МВД Болгарии, а также то, что он никогда не был членом Коммунистической партии Болгарии, а его дед Златан Соколов был личным телеграфистом короля Бориса III. Затем Соколов получил предложение играть за софийский ЦСКА, однако федерация футбола не разрешила этот трансфер и его карьера была разрушена.
В дальнейшем он играл за команды «Дунав», «Хасково» и «Академик», после чего закончил свою карьеру в возрасте 30 лет.
Соколов умер 27 июня 2002 года.